# Nová Ves (ort i Tjeckien, Plzeň)
Nová Ves är en ort i Tjeckien.   Den ligger i regionen Plzeň, i den västra delen av landet, 130 km sydväst om huvudstaden Prag. Nová Ves ligger 523 meter över havet och antalet invånare är 148.
Terrängen runt Nová Ves är kuperad österut, men västerut är den platt. Terrängen runt Nová Ves sluttar västerut.Runt Nová Ves är det ganska tätbefolkat, med 75 invånare per kvadratkilometer. Närmaste större samhälle är Klatovy, 18,8 km öster om Nová Ves. Omgivningarna runt Nová Ves är en mosaik av jordbruksmark och naturlig växtlighet.